# Eunuh
Eunuh je kastrirani muškarac. Termin se obično odnosi na one koji su kastrirani radi vršenja neke posebne dužnosti u društvu, kao što je to bio običaj u mnogim društvima u prošlosti. Najraniji zapisi o namjernoj kastraciji radi stvaranja eunuha datiraju iz sumerskih vremena, iz 21. stoljeća pr. Kr. Tijekom vijekova, eunusi su vršili razne dužnosti u mnogim različitim kulturama, kao što su bili čuvari i sluge haremā, operni pjevači, vjerski stručnjaci, državni službenici, vojni zapovjednici, itd. U nekim društvima, značenje riječi „eunuh“ je obuhvaćalo je i impotentne muškarce ili one u celibatu.
U Bizantu, eunusi su zauzimali vrlo visoke položaje i bili su jako cijenjeni i najčešće učeni ljudi kojima su se povjeravali zadatci od vitalnog značaja za državu.

## Podrijetlo riječi
Riječ eunuh potiče od grčke riječi eune („postelja“) i ekhein („čuvati“), što bi doslovno značilo „čuvar postelje“. Kastracija je bila poznata još od najstarijih vremena i svjedočanstva o njoj nalazimo u grčkoj, egipatskoj i kineskoj mitologiji, kao i u samoj Bibliji.
Smatralo se da eunusi nisu bili lojalni ni vojsci ni aristokraciji, ili vlastitoj obitelji (jer nisu imali djece) i da su zbog toga bili od povjerenja odnosno manje zainteresirani za stvaranje „vlastite dinastije“. 

## Povijest
Kao kazna, kastracija se koristila još u drevnoj Asiriji u 2. tisućljeću pr. Kr. Eunusi koji bi bili kastrirani po kazni, obično su završavali u haremima Bliskog istoka kao osoblje. Međutim, nisu samo prijestupnici bili kastrirani, nego i dječaci koji su otkupljivani od siromašnih roditelja i pretvarani u sluge imućnim ljudima. Eunusi su potpuno zavisili od svojih gospodara i vjerno su im služili kao tjelesna garda, savjetnici ili vojskovođe. U Kini su eunusi vršili funkciju savjetnika, počev od dinastije Chou (1122. pr. Kr.). Eunusi su također radili kao savjetnici i u Perzijskom Carstvu u doba Ahemenida (559. — 330. pr. Kr.). U Rimskom Carstvu, carevi Neron, Vitelije i Tit koristili su eunuhe kao savjetnike, a također i u muslimanskim zemljama nakon 750. godine, kao i u Bizantu. U Italiji su se vijekovima kastrirali dječaci kako bi očuvali glasove soprana kad odrastu, sve dok to papa Lav XIII. nije zabranio 1878. godine.

## Primjeri eunuha
- Zheng Zhong, kineski enuh iz vremena dinastije Han

## Vanjske poveznice
- Savršene sluge: Eunusi i socijalni sustav u Bizantiju
- Eunusi u faraonskom Egiptu
- Skrivena moć: Eunusi imperijalne Kine
- „Rođeni eunusi“
- Eunusi kineske Ming dinastije